# Branimir
Branimir (másként Branimerus, Branimirus, Brannimerus, Brenamir, ? – 892) horvát fejedelem (879 – 892 k.), a tengerparti Horvát Fejedelemség uralkodója.

## Hatalomra jutása
A korszak többi horvát fejedelmével ellentétben nem a Trpimirović-házhoz, hanem a Domagojović-házhoz tartozott, vagyis nem I. Trpimir, hanem Domagoj fejedelem családjának a tagja volt, valószínűleg a dinasztia névadójának a fia lehetett. 879-ben szerezte meg a fejedelmi címet, amikor a Bizánchoz hű Zdeszláv fejedelmet megölte. Míg korábban a tengerparti Horvát Fejedelemség Bizánc és a Frank Birodalom között ingadozott, Branimir uralkodásának a kezdetétől fogva független kívánt maradni mindkét birodalomtól.

## Bizánc és a Frank Birodalom között
Uralkodásának kezdetén hamar felvette a kapcsolatot VIII. János pápával, kettejük levelezése az egyik legfontosabb forrás a korszak történetére vonatkozóan. A pápa princepsnek (fejedelem), excellentissimus virnek (kiváló férfi) és gloriosus comesnek (dicsőséges fejedelem/comes) nevezi őt leveleiben, amelyből a horvát történeti kutatás azt szűrte le, hogy önálló fejedelemként ismerte el őt, vagyis Branimir már ekkor független volt mind a Bizánci, mind a Frank Birodalom kötelékeitől. Ezzel szemben a legújabb történeti kutatások, elsősorban Neven Budak, arra hívták fel a figyelmet, hogy hasonlóan kezelt a pápa már korábbi horvát fejedelmeket is, akik valójában valamelyik nagyhatalom vazallusai voltak. Budak véleménye szerint az igazi változás 888 körül következhetett be Branimir politikájában, amikor elhunyt Kövér Károly frank uralkodó, és a birodalom darabjaira kezdett hullni. Ebből az évből származik Branimirnek egy felirata is, amely a középkori Horvátország szívében található pre-román templom mai Gornji Muć közelében feltárt maradványaiból került elő, amely kidolgozottságát tekintve szinte egyedülálló volt a korszakban. 892-ben a korábbi dinasztia váltotta Domagoj utódját a trónon: Muncimir I. Trpimir fejedelem fia, és a későbbi I. Tomiszláv király apja lett a horvát fejedelem.

## Uralkodói címei
Branimir uralkodásának idejéből nem maradt fenn általa jegyzett oklevél eredeti formájában. Egyik, a spliti érsekségnek tett adományát II. Géza magyar király 1158-ban átírt oklevele tartalmazza, amelynek hitelességét azonban vitatja a horvát történettudomány, mivel a magyar uralkodó oklevele is csak egy kora újkori másolatban maradt az utókorra. Számos egyéb, elsősorban feliratos emlék őrzi Branimir uralkodásának nyomát a 9. század végéről. A Cividalei Evangéliumban szereplő aláírása és az amellett található comes cím alapján tudni lehet, hogy feleségével együtt elzarándokolt a városba. A nini Szent Mihovil templom párkánygerendáján (Bra)nnimero dux Sclavorum-ként szerepel, a Skradin közelében található pre-román templom egykori felirat (Bra)nimero duce(m) Clavitnoru(m)-nak nevezi, a Šopotban Benkovac közelében található templomban pedig a következő felirat őrzi emlékét: Branimiro com... dux Chruatoru(m). Végezetül az 1970-es években feltárt Otres-Lukačusa-i, Bribir közelében található templom Domno (Br)anni[mero] duci-ként őrizte meg a fejedelem nevét.

## Kísérlet a dalmáciai egyházszervezet egyesítésére
A 860-as évek során bizánci pátriárka Phótiosz (858–867; 877–86) és I. Miklós pápa (858–867) konfliktusa idején a dalmáciai püspökségek a spliti érsek vezetésével a bizánci egyházfő mellé álltak. Ezzel szemben a horvát fejedelmek hatalma alá tartozó területek egyházai hűségesek maradtak a pápához. Ez a helyzet a dalmáciai egyházszervezet egységének a végéhez vezetett. A korábbiakban a spliti érsek egyházfői hatalma alá tartoztak a dalmáciai és horvátországi püspökségek, azonban a politikai különbségek ezt az egységet megtörték: 864-ben létrejött a nini püspökség, amely azoknak a területeknek az egyházait fogta össze, amelyek a horvát fejedelmek befolyása alatt álltak. Az egyházszervezet egyesítésére tett első kísérlet 886 és 888 között Theodosius nini püspök (879–892) nevéhez köthető. Theodosius azt követően, hogy meghalt Marinus (881–86), a spliti egyházfő Branimir támogatását élvezve spliti érsekké választatta magát, ám székhelyét soha nem tette át Ninből. Halála után azonban a kísérlet kudarcot vallott, és a szétszakadt egyházszervezetet csak Tomiszláv király egyesítette a 925-ben és 928-ban Splitben zajló zsinatokon, a spliti érsekség vezetésével.